# Къпиняни
Къпиняни (на гръцки: Εξαπλάτανος, Ексаплатанос, до 1925 година Καπίνιανη, Къпиняни) е село в Егейска Македония, Гърция, част от дем Мъглен (Алмопия) в административна област Централна Македония.

## География
Къпиняни е разположено на 125 m надморска височина в центъра на котловината Мъглен (Моглена), на 25 km северно от град Воден (Едеса).

## История

### В Османската империя
В средата на XVIII век селото води съдебен спор с жителите на съседното село Слатина, които го обвиняват в насилственото отнемане на техните пасища.
В „Етнография на вилаетите Адрианопол, Монастир и Салоника“, издадена в Константинопол в 1878 година и отразяваща статистиката на населението от 1873 година, Къпинени (Kapineni) е посочено като село във Воденска каза със 112 къщи и 105 жители българи и 310 помаци. Според Стефан Веркович към края на XIX век Къпиняни (Капинени) е българо-мохамеданско селище с мъжко население 734 души и 220 домакинства. Съгласно статистиката на Васил Кънчов („Македония. Етнография и статистика“) към 1900 година в Капиняни живеят 175 българи-християни и 1400 българи-мохамедани.
Цялото християнско население на селото е под върховенството на Цариградската патриаршия. По данни на секретаря на Българската екзархия Димитър Мишев („La Macédoine et sa Population Chrétienne“) в 1905 година в Къпинени (Kapineni) има 200 българи патриаршисти гъркомани. В 1909 година в Къпиняни е открито българско училище.
Екзархийската статистика за Воденската каза от 1912 година води селото със 178 жители българи християни и 1450 – българи мохамедани.
Селото е чифлик като последният собственик на земята е Мустафа Семит бей.

### В Гърция
През Балканската война в 1912 година селото е окупирано от гръцки части и остава в Гърция след Междусъюзническата война в 1913 година. Боривое Милоевич пише в 1921 година („Южна Македония“), че Капиняне (Капињане) има 260 къщи славяни мохамедани и 28 къщи цигани християни.
Мюсюлманското му население се изселва в Турция и на негово място от 1922 до 1924 година са настанени 1241 гърци, бежанци от Източна Тракия, Понт, Кония и Бурса. Така селото става най-голямото в Мъглен след Съботско. В 1925 година е преименувано на Ексаплатанос, в превод шестплатаново, на шестте огромни дървета, растящи в селото на мястото на днешния стадион. Според преброяването от 1928 година селото е смесено местно-бежанско с 412 бежански семейства и 1554 души.
От 2156 жителив 1940 година 300 са с местен произход, а останалите са бежанци.
По време на Гражданската война (1946 – 1949) част от жителите на селото се изселват в големите градове.
Селото е разположено в полето и землището му се напоява добре от река Мъгленица. Произвеждат се тютюн, жито, десертно грозде, пипер, овошки, като е развито и краварството.
| Име        | Име          | Ново име      | Ново име       | Описание                                         |
| ---------- | ------------ | ------------- | -------------- | ------------------------------------------------ |
| Караагач   | Καραγάτς     | Фтелея        | Φτελεά         | местност на ЮИ от Къпиняни                       |
| Барища     | Μπαρετσα     | Микрес Гурнес | Μικρές Γοϋρνες | река на З от Къпиняни, десен приток на Мъгленица |
| Балабаново | Μπαλαμπανόβα | Кладера       | Κλαδερά        | местност на СЗ от Къпиняни                       |

| Година    | 1913 | 1920 | 1928 | 1940 | 1951 | 1961 | 1971 | 1981 | 1991 | 2001 | 2011 | 2021 |
| --------- | ---- | ---- | ---- | ---- | ---- | ---- | ---- | ---- | ---- | ---- | ---- | ---- |
| Население | 1561 | 1520 | 1569 | 2156 | 1974 | 2028 | 2049 | 2109 | 2069 | 1768 | 1292 | 1080 |

## Личности
Свързани с Къпиняни
- Менелаос Лудемис (1912 – 1977), гръцки писател, живял в Къпиняни[4]